# Jinwan
Jinwan  är ett stadsdistrikt i Zhuhais stad på prefekturnivå i provinsen Guangdong i sydöstra Kina.
Jinwan är indelat i fyra köpingar (zhen).
- Hongqi (红旗镇)
- Nanshui (南水镇)
- Pingsha (平沙镇)
- Sanzao (三灶镇)